# Klostermühle (Astheim)
Die Klostermühle (auch Mainmühle) war eine Getreide- und Schneidmühle im Volkacher Ortsteil Astheim in Unterfranken. Die Mühle war dem Kartäuserkloster im Ort zugeordnet und wurde im 19. Jahrhundert aufgegeben.

## Geschichte
Die Astheimer Klostermühle ist eine der ältesten Mühlen an der Volkacher Mainschleife. In der Literatur geht man teilweise sogar davon aus, dass bereits zur Zeit der fränkischen Eroberung im 8. und 9. Jahrhundert hier gemahlen wurde. Diese Vermutung ist nicht belegbar und muss angezweifelt werden. Zunächst erfolgte das Mahlen der geernteten Getreideähren nämlich in einer sogenannten Handmühle, erst mit einer Siedlungskonzentration am Main ist vom Bau einer Mühle auszugehen.
Erstmals urkundlich fassbar ist die Mühle dann auch erst im Jahr 1409. Damals stiftete der Adelige Erkinger von Seinsheim und seine Frau ein Kartäuserkloster im Ort. Zu den umfassenden Besitzungen, die den Kartäusermönchen damals übergeben wurden, tauchte auch „das Fahr über den Main unter der Mühlen gelegen“ auf. Da die alte Fährstelle zwischen Volkach und Astheim ihren Standort niemals änderte, kann die Mühle mit der späteren Klostermühle identifiziert werden.
Unter dem Kartäuserprior Johannes Haupt errichtete man die Anlage zwischen 1575 und 1577 zusammen mit den Dämmen, die den Zufluss des Mainwassers regelten, neu. Nach der Fertigstellung des Neubaues wurde eine Inschrift am Mühlengebäude angebracht. Sie lautete: „Als man zählt fünfzehnhunderjahr/ Siebenzig und fünf, da Prior war/ Johannes Haupt, des Klosters Wehr,/ Wieder neu gebaut hat die Mühl hierher!“
Allerdings hielt das neue Werk nur etwas über einhundert Jahre. Bereits 1698 brachen die Mühlwehre wegen eines starken Eistreibens auf dem Main. Eine reine Ausbesserung war nicht ausreichend und Prior Georg Möhring nahm den Neubau im Wasser in Angriff. Zunächst holte man einige Wasserbau-Verständige aus den Residenzstädten der Umgebung nach Astheim und schaffte das benötigte Material heran. Dann wurde das obere Wehr künstlich aufgebrochen und das Wasser in Richtung Volkach abgeleitet.
Der Bau wurde Tag und Nacht vorangetrieben und man verpflichtete die Astheimer zu Frondienst an den Wasserpumpen. Dennoch drang Wasser in die Fundamente ein und zerstörte das Werk immer wieder. Als die Bauzeit anwuchs, mussten die Mönche den Arbeitern an den Pumpen einen Lohn auszahlen. Die Folge war, dass die Astheimer ihre Weinberge nachlässiger pflegten. Durch die Bezahlung stiegen die Baukosten weiter und die Kartause verarmte.
Wahrscheinlich trieb man den Mühlenbau in der Folgezeit in Abschnitten voran, um Kosten zu sparen. Zunächst wurde ein Fundament aus Kalk aufgesetzt, ehe man den eigentlichen Bau beginnen konnte. Im Zuge des Neubaus wurde auch eine Schneidmühle errichtet, deren Arbeit 1733 unter großem Protest der Bevölkerung eingestellt wurde. Das Datum der Fertigstellung der neuen Klostermühle am Main ist nicht überliefert.
Im Jahr 1742 begann neues Unglück für die Kartäuser und ihre Mühle. Die benachbarten Obereisenheimer begannen selbst eine Mainmühle zu errichten. Der Prior der Kartause pochte allerdings darauf, dass seine Anlage die einzige in der Umgebung sein sollte. Die Herrschaft Castell-Rüdenhausen, zu der Obereisenheim gehörte, half ebenfalls nicht das Werk zu unterbrechen. Erst eine Kommission des Würzburger Fürstbischofs beseitigte den zweiten Mühlenbau an der Mainschleife.
Die Monopolstellung der Klostermühle führte im 18. Jahrhundert auch dazu, dass die Mühle 1754 „(...) zu den 7 bedeutendsten Mühlen Frankens gerechnet“ wurde. Allerdings war der Niedergang durch die Säkularisation des Klosters in Astheim im Jahr 1803 bereits eingeleitet. Die zur Kartause gehörigen Gebäude wurden 1804 an den Kanzleidirektor Jörg aus Wiesentheid verkauft. Wahrscheinlich wurde die Mühle in der Mitte des 19. Jahrhunderts abgebrochen.
Allerdings blieben bis zum Bau der Staustufe Astheim im Zuge der Errichtung des Volkacher Mainkanals einige Überreste erhalten. Bei niedrigem Wasserstand waren damals noch bearbeitete Hölzer zu sehen, die aus dem Wasser ragten. Ebenso konnte das Mühlloch noch gesichtet werden. Es war ein etwa 5 m tiefes Loch mit einem Durchmesser von 15 bis 20 m. Hier war das Mühlrad angebracht worden. Alle Überreste wurden in den 1950er Jahren eingeebnet.

## Technik
Die Mühle war zeitweise mit vier Mahlgängen und einem Schneidgang ausgestattet. Das Wasser wurde durch ein Wehr- und Dammsystem auf das Mühlrad geleitet und trieb wahrscheinlich ein unterschlächtiges Mühlrad an.